# Nentershausen (Hessen)
Nentershausen ist eine Gemeinde im Landkreis Hersfeld-Rotenburg im Nordosten von Hessen.

## Geographie

### Geographische Lage

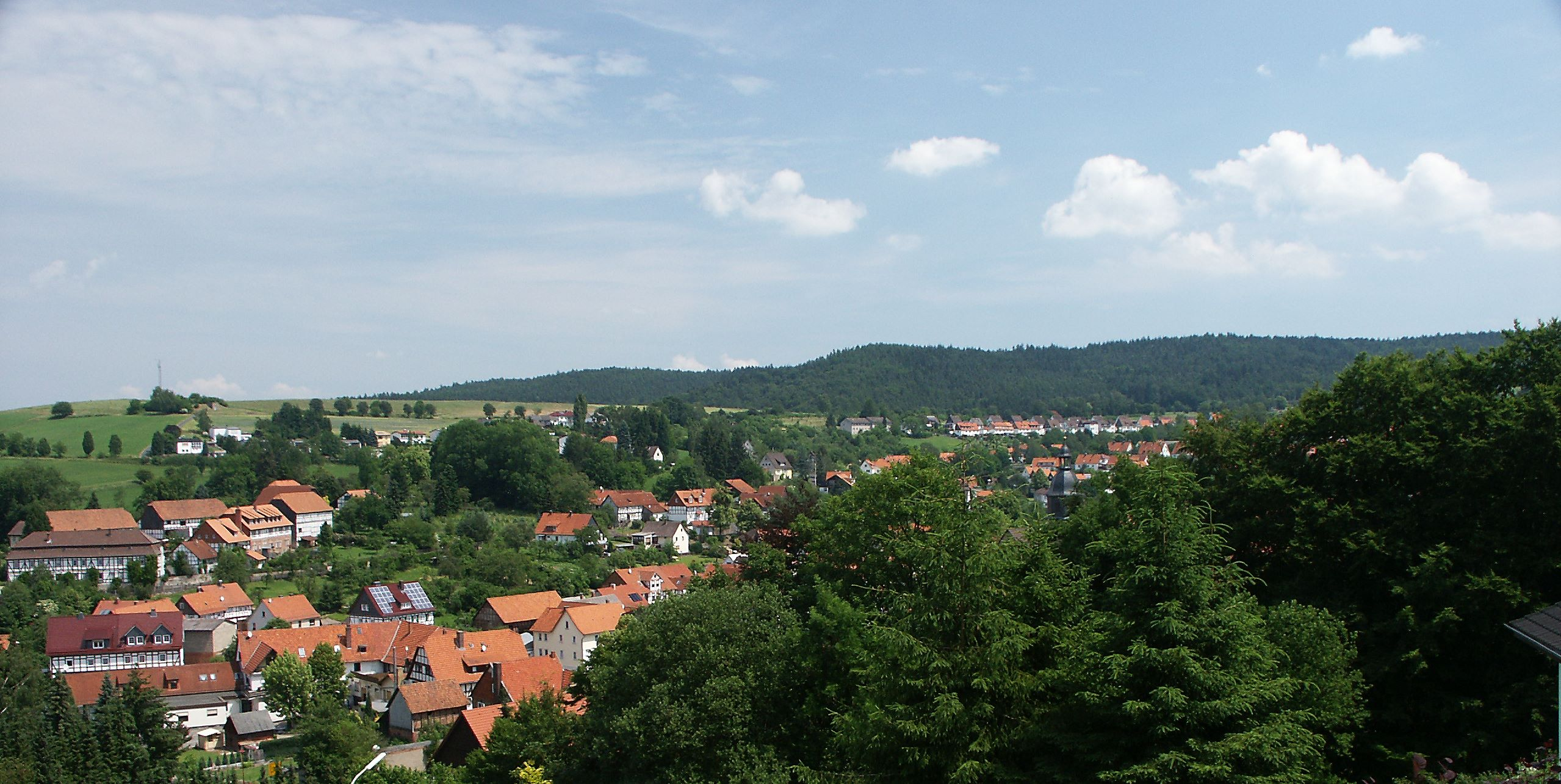
Blick über den Ortskern

Die Gemeinde liegt im Landkreis Hersfeld-Rotenburg im osthessischen Bergland. Dort befindet sie sich im Zentrum des Richelsdorfer Gebirges, zwischen der Fulda im Westen und der Werra im Osten. Das Gemeindegebiet liegt im Einzugsbereich der Hasel, die bei Sontra in den Fluss Sontra mündet.
Die nächstgelegenen größeren Städte sind Bad Hersfeld (etwa 25 km südwestlich), Eisenach (etwa 30 km östlich) und Eschwege (etwa 25 km nördlich).

### Nachbargemeinden
Nentershausen grenzt im Norden und Osten an die Stadt Sontra (im Werra-Meißner-Kreis), im Südosten an die Gemeinde Wildeck, im Süden an die Gemeinde Ronshausen sowie im Westen an die Stadt Bebra und die Gemeinde Cornberg (alle im Landkreis Hersfeld-Rotenburg).

### Gemeindegliederung
Die Gemeinde besteht neben Nentershausen aus den Ortsteilen Bauhaus, Dens, Mönchhosbach, Süß und Weißenhasel.

## Geschichte

### Ortsgeschichte
Die erste schriftliche Erwähnung eines der Ortsteile stammt aus dem Zinsregister des Klosters Helmershausen (gehört heute zur Einheitsgemeinde Rhönblick). Hier wurde im Jahre 1120 Hasels als Hasolo in Thuringia erwähnt. Tense folgte im Jahre 1195 und Susse im Jahre 1267, das Hermann von Trott als Lauterbergisches Lehen erhalten hatte. Die anderen Orte folgen im Laufe des 14. Jahrhunderts.
Um 1300 erbaute Ludwig I. von Baumbach die Burg Tannenberg, die Lehnsburg der Abtei Hersfeld war. Der Ort Nentershausen wurde 1323 erstmals in einer Urkunde des Klosters Blankenheim, einem hersfeldischen Tochterkloster, erwähnt. Schon 1365 hatten die Herren von Baumbach in Nentershausen vom Kloster Hersfeld zahlreiche Güter zu Lehen. Sie  besaßen in Nentershausen und den umliegenden Dörfern die Hohe und Niedere Gerichtsbarkeit. 1578 mussten die Baumbach die Hohe Gerichtsbarkeit an den Landgrafen von Hessen abgeben, und seitdem wurde der Gerichtsbezirk verwaltungstechnisch dem Amt Sontra angegliedert. Die niedere Gerichtsbarkeit behielten die Herren von Baumbach bis 1806.
Um 1771 gehörten zum Amt oder Gericht Nentershausen: Nentershausen, Dens, Blankenbach, Machtlos, Weißenhasel, Süß, Bosserode, Raßdorf, die drei Höfe Tannenberg, Bellers und Bauhaus. Während der französischen Besatzung, bzw. der Zeit des Königreichs Westphalen von 1807 bis 1813 war Nentershausen Hauptort des Kantons Nentershausen. Ab 1821 gehörte der Ort zum Landkreis Rotenburg (Fulda), der seit 1972 Teil des Landkreises Hersfeld-Rotenburg ist.
Bis 2011 war der Ort ein staatlich anerkannter Luftkurort.

### Hessische Gebietsreform
Im Zuge der hessischen Gebietsreform fusionierten die bis dahin selbständigen Gemeinden Bauhaus, Dens, Mönchhosbach, Nentershausen, Süß und Weißenhasel zum 31. Dezember 1971 zur neuen Großgemeinde Nentershausen. Für die ehemals eigenständigen Gemeinden wurde je ein Ortsbezirk mit Ortsbeirat und Ortsvorsteher nach der Hessischen Gemeindeordnung eingerichtet. Die Ortsbezirke umfassten jeweils die Gebiete der ehemaligen Gemeinden.

### Verwaltungsgeschichte im Überblick
Die folgende Liste zeigt die Staaten und Verwaltungseinheiten, denen Nentershausen angehört(e):
- vor 1567: Heiliges Römisches Reich, Landgrafschaft Hessen, Amt Nentershausen
- ab 1567: Heiliges Römisches Reich, Landgrafschaft Hessen-Kassel, Amt Nentershausen
- 1787: Heiliges Römisches Reich, Landgrafschaft Hessen-Kassel, Amt Nentershausen
- ab 1806: Landgrafschaft Hessen-Kassel, Amt Nentershausen
- 1807–1813: Königreich Westphalen, Departement der Werra, Distrikt Eschwege, Kanton Nentershausen
- ab 1815: Kurfürstentum Hessen, Amt Nentershausen[9]
- ab 1821/22: Kurfürstentum Hessen, Provinz Niederhessen, Kreis Rotenburg[10][Anm. 2]
- ab 1848: Kurfürstentum Hessen, Bezirk Hersfeld
- ab 1851: Kurfürstentum Hessen, Provinz Niederhessen, Kreis Rotenburg
- ab 1866: Königreich Preußen, Provinz Hessen-Nassau, Regierungsbezirk Kassel, Kreis Rotenburg
- ab 1871: Deutsches Reich,  Königreich Preußen, Provinz Hessen-Nassau, Regierungsbezirk Kassel, Kreis Rotenburg
- ab 1918: Deutsches Reich, Freistaat Preußen, Provinz Hessen-Nassau, Regierungsbezirk Kassel, Kreis Rotenburg
- ab 1944: Deutsches Reich, Freistaat Preußen, Provinz Kurhessen, Landkreis Rotenburg
- ab 1945: Amerikanische Besatzungszone, Groß-Hessen, Regierungsbezirk Kassel, Landkreis Rotenburg
- ab 1946: Amerikanische Besatzungszone, Hessen, Regierungsbezirk Kassel, Landkreis Rotenburg
- ab 1949: Bundesrepublik Deutschland, Hessen, Regierungsbezirk Kassel, Landkreis Rotenburg
- ab 1972: Bundesrepublik Deutschland, Hessen, Regierungsbezirk Kassel, Landkreis Hersfeld-Rotenburg

## Politik

### Gemeindevertretung
Die Kommunalwahl am 14. März 2021 lieferte folgendes Ergebnis, in Vergleich gesetzt zu früheren Kommunalwahlen:
| Sitzverteilung in der Gemeindevertretung 2021Insgesamt 15 Sitze - SPD: 10 - CDU: 5 | Parteien und Wählergemeinschaften | Parteien und Wählergemeinschaften           | % 2021 | Sitze 2021 | % 2016 | Sitze 2016 | % 2011 | Sitze 2011 | % 2006 | Sitze 2006 | % 2001 | Sitze 2001 |
| Sitzverteilung in der Gemeindevertretung 2021Insgesamt 15 Sitze - SPD: 10 - CDU: 5 | SPD                               | Sozialdemokratische Partei Deutschlands     | 64,6   | 10         | 66,1   | 10         | 63,3   | 9          | 63,5   | 15         | 63,6   | 15         |
| Sitzverteilung in der Gemeindevertretung 2021Insgesamt 15 Sitze - SPD: 10 - CDU: 5 | CDU                               | Christlich Demokratische Union Deutschlands | 35,4   | 5          | 33,9   | 5          | 36,7   | 6          | 36,5   | 8          | 36,4   | 8          |
| Sitzverteilung in der Gemeindevertretung 2021Insgesamt 15 Sitze - SPD: 10 - CDU: 5 | gesamt                            | gesamt                                      | 100,0  | 15         | 100,0  | 15         | 100,0  | 15         | 100,0  | 23         | 100,0  | 23         |
| Sitzverteilung in der Gemeindevertretung 2021Insgesamt 15 Sitze - SPD: 10 - CDU: 5 | Wahlbeteiligung in %              | Wahlbeteiligung in %                        | 63,8   | 63,8       | 63,3   | 63,3       | 63,6   | 63,6       | 61,9   | 61,9       | 67,1   | 67,1       |

### Bürgermeister
Nach der hessischen Kommunalverfassung wird der Bürgermeister für eine sechsjährige Amtszeit gewählt, seit dem Jahr 1993 in einer Direktwahl, und ist Vorsitzender des Gemeindevorstands, dem in der Gemeinde Nentershausen neben dem Bürgermeister ehrenamtlich ein Erster Beigeordneter und fünf weitere Beigeordnete angehören. Bürgermeister ist seit dem 1. Januar 2025 der parteiunabhängige Michael Weinert. Er wurde als Nachfolger von Ralf Hilmes (SPD), der nach drei Amtszeiten nicht wieder kandidiert hatte, am 15. September 2024 in einer Stichwahl bei 76,4 Prozent Wahlbeteiligung mit 52,4 Prozent der Stimmen gewählt.
Amtszeiten der Bürgermeister
- 2025–2030 Michael Weinert[16]
- 2007–2024 Ralf Hilmes (SPD)[17]
- 1983–2006 Lothar Schmidt (SPD)[20]

### Ortsbeirat
Der Ortsbeirat besteht aus neun Mitgliedern. Nach den Kommunalwahlen in Hessen 2021 gehören ihm sechs Mitgliedern der SPD und drei Mitglieder der CDU an. Ortsvorsteher ist Klaus Walther (SPD).

### Wappen
Blasonierung: Das Wappen zeigt unter silbernem Schildhaupt im von Grün und Silber zu sechs Zinnen zinnengeteilte Schilde, oben drei grüne Tannen im Tannenschnitt, unten einen mit goldenem Schlegel und Eisen belegten grünen Dreiberg im Schildfuß.
Das Wappen wurde der Gemeinde am 4. November 1981 durch den Hessischen Minister des Inneren verliehen.
Beschreibung: Die Tannen im oberen Teil des Schildes weisen auf den Waldreichtum der Gemeinde hin. Die sechs Zinnen versinnbildlichen die sechs Ortsteile und die Burg Tannenberg. Schlegel und Eisen weisen auf die Bergbauvergangenheit hin. Bis in die Mitte des 20. Jahrhunderts wurde in Nentershausen Kupferschiefer abgebaut.

### Interkommunale Zusammenarbeit
Zusammen mit den Nachbargemeinden Herleshausen und der Stadt Sontra (beide Werra-Meißner-Kreis) wurde am 14. Oktober 2006 der Zweckverband Interkommunale Zusammenarbeit gegründet. Hieraus entwickelt sich eine enge Kooperation dieser drei Gemeinden mit teilweise bereits übergeordneter Erledigung in Eigenverantwortung von gemeinsamen Aufgaben aus den Bereichen Wirtschaft, Kultur (Bildung), Freizeitgestaltung (Tourismus) und Landwirtschaft.

### Gemeindepartnerschaften
- Ligueil (Département Indre-et-Loire in Frankreich, seit 1990)
- Brotterode-Trusetal (Thüringen, seit 1990)
- Bezirk Steglitz-Zehlendorf von Berlin (ursprünglich Bezirk Steglitz, seit 1966)

Eine Patenschaft bestand zur 4. Kompanie des Panzeraufklärungsbataillons 5 in Sontra. Diese Patenschaft wurde am 31. Dezember 2007 durch die Auflösung des Panzeraufklärungsbataillons 5 beendet.

## Kultur und Sehenswürdigkeiten

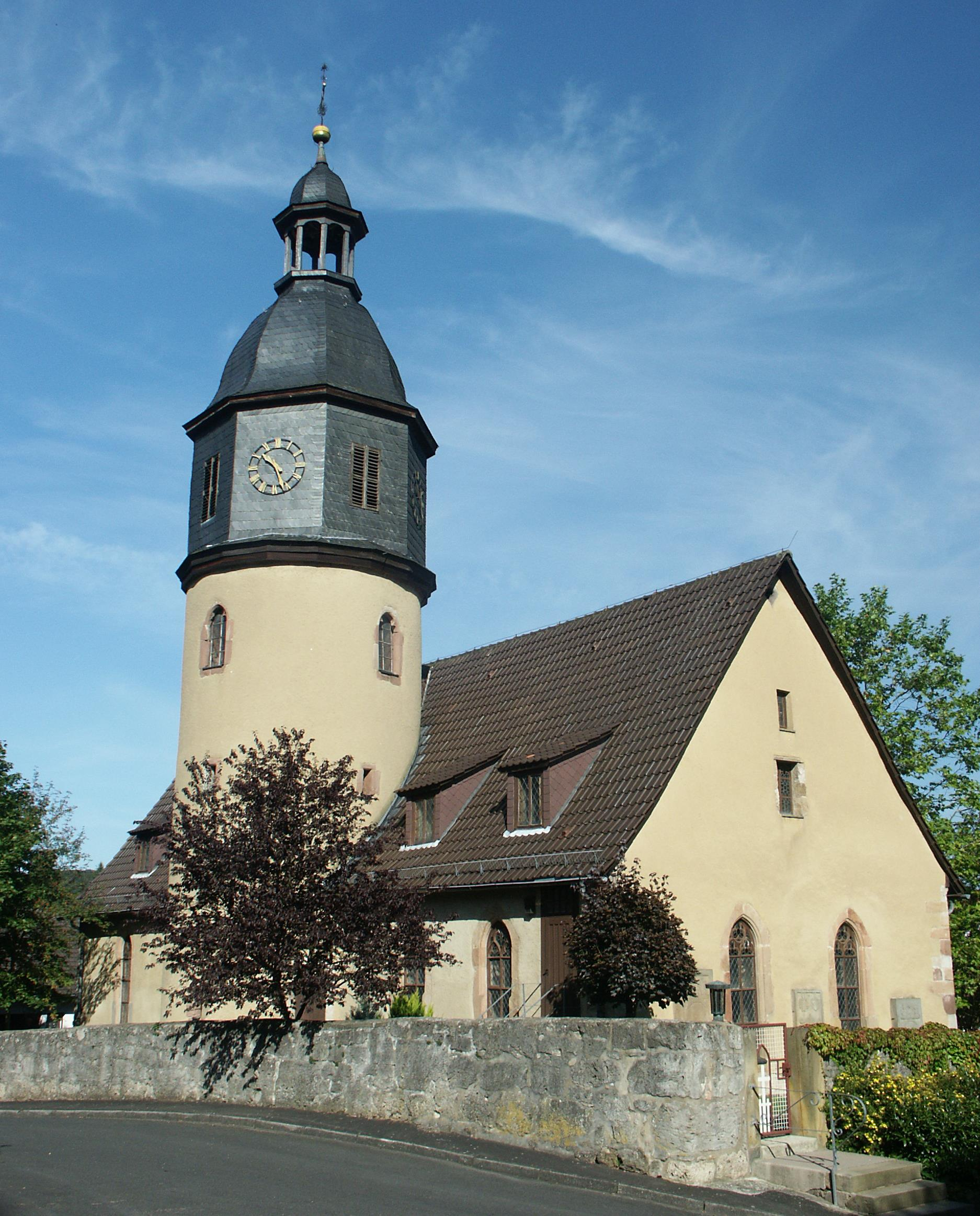
Kirche in Nentershausen

Für die unter Denkmalschutz stehenden Kulturdenkmale des Ortes siehe die Liste der Kulturdenkmäler in Nentershausen.

### Museen
- Heimat- und Bergbaumuseum (mit Schwerpunkt Kupferschiefer und Schwerspat Bergbau) im ehemaligen Amtsgericht

### Bauwerke
- Burg Tannenberg (im 13. Jahrhundert im gotischen Stil erbaut, seit 1360 im Besitz der Familie von Baumbach)
- Evangelische Kirche Nentershausen (1696 bis 1706 im Stil des Barock umgebaut)
- Fachwerkrathaus in Nentershausen

### Jüdische Geschichte
- Synagoge: Der um 1810 errichtete Fachwerkbau wurde 1938 verwüstet und im Jahre 1987 abgetragen, um im Hessenpark bei Neu-Anspach wiederaufgebaut zu werden. Teile des alten Thoraschreins stehen heute im Holocaust-Museum von Washington. Nach dem Neubau der Mikwe, des Ritualbads, konnte der Bau und die Inneneinrichtung einschließlich der Emporen bis zum Jahre 1996 fertiggestellt werden.
- Jüdischer Friedhof: Der Friedhof wurde um die Mitte des 19. Jahrhunderts eingerichtet und bis in die 1930er Jahre belegt.

### Naturdenkmäler
In Nentershausen gibt es eine etwa 600 Jahre alte geschützte Dorf- bzw. Gerichtslinde.

### Regelmäßige Veranstaltungen
- Denser Seefest
- Burgfest auf Burg Tannenberg

## Persönlichkeiten

### Söhne und Töchter der Stadt
- Wilhelm von Baumbach (1790–1857), kurhessischer Oberfinanzrat und Mitglied der kurhessischen Ständeversammlung
- Ernst Wilhelm von Baumbach (1791–1860), württembergischer Generalleutnant und Gouverneur von Stuttgart
- Henriette Dorothea (Dortchen) Wild (heiratete 1825 Wilhelm Grimm)
- Karl Cöster (1815–1879), Landrat und Mitglied des Preußischen Abgeordnetenhauses
- Bernhard Bess (1863–1939), Theologe und Bibliothekar
- Jost von Trott zu Solz (1944–2009), Jurist
- Hiltrud Lotze (* 1958), Politikerin (SPD)

### Persönlichkeiten, die in der Gemeinde gewirkt haben
- Adolph Knigge (1752–1796), Schriftsteller und Aufklärer. Er heiratete 1773 Henriette von Baumbach, deren Güter und Burg Tannenberg hier liegen. Er wohnte zeitweise auch hier.
- Philippine von Reden (1775–1841), Schriftstellerin und Übersetzerin, Tochter von Adolph Knigge
- Franz Brandl (1926–2008), Bergmann. Theodor Heuss verlieh ihm 1951 das erste Bundesverdienstkreuz der Bundesrepublik Deutschland.[22]